# Harvey Peak
Harvey Peak är en bergstopp i Antarktis. Den ligger i Östantarktis. Australien gör anspråk på området. Toppen på Harvey Peak är 2 120 meter över havet, eller 121 meter över den omgivande terrängen. Bredden vid basen är 1,3 km.
Terrängen runt Harvey Peak är huvudsakligen kuperad. Trakten är obefolkad. Det finns inga samhällen i närheten. 